# Cruzești
Cruzești è un comune della Moldavia appartenente al Municipio di Chișinău di 1.655 abitanti al censimento del 2004

## Località
Il comune è formato dall'insieme delle seguenti località (popolazione 2004):
- Cruzești (1.619 abitanti)
- Ceroborta (36 abitanti)